# Driope (re dei Driopi)
Driope o Driopo (greco antico: Δρύοψ, Dryops) è un personaggio della mitologia greca, re ed eponimo del popolo dei Driopi.
Driope era figlio del dio-fiume Spercheo e della danaide Polidora, oppure di Apollo e Dia, figlia del re Licaone di Arcadia.. Secondo la mitologia, regnò sul Monte Eta, e fu il padre di Driope (Δρυόπη, Dryòpē), una principessa che fu trasformata in ninfa, e di Cragaleo, noto per la sua saggezza.
Il nome Driope (Δρύοψ), così come quello della figlia Driope (Δρυόπη), omonima in italiano, e del popolo dei Driopi (Δρύοπες), hanno una radice comune, derivata da δρῦς drys, ovvero quercia. Driope potrebbe perciò significare "uomo-quercia".